# Ибаргуэн, Андрес Фелипе
Андре́с Фели́пе Ибаргуэ́н Гарсиа (исп. Andrés Felipe Ibargüen García; род. 7 мая 1992 года, Кали) — колумбийский футболист, нападающий клуба «Индепендьенте Медельин».

## Биография
Андрес Ибаргуэн начал профессиональную карьеру во втором дивизионе (Примера B) Колумбии, в клубе «Кортулуа» в 2011 году. В 2013—2014 годах выступал за другую команду Примеры B, ФК «Богота». В высшем дивизионе (Примере) чемпионата Колумбии дебютировал 1 сентября 2014 года. Его новая команда «Депортес Толима» проигрывала дома «Онсе Кальдасу» со счётом 0:3, и главный тренер «Толимы» Альберто Гамеро выпустил Ибаргуэна на 68-й минуте, и уже через пять минут тот отметился забитым голом. «Депортес Толима» сумела сравнять счёт в этой встрече, завершившейся 3:3. До конца Финалисасьона Ибаргуэн провёл 16 матчей первенства, но больше голов не забивал. В 2015 году в двух чемпионатах Колумбии Андрес провёл 47 матчей и забил 10 голов. В 2014 году Ибаргуэн стал обладателем Кубка Колумбии.
В январе 2016 года Ибаргуэн подписал контракт с «Атлетико Насьоналем». Главный тренер команды Рейнальдо Руэда с самого начала не рассматривал новичка в качестве бомбардира и отводил ему роль «помощника» для других нападающих.
В розыгрыше Кубка Либертадорес 2016, в котором «атлеты» дошли до полуфинала с лучшими показателями среди всех команд (турнир продолжается), Ибаргуэн сыграл в восьми матчах своей команды, но не забил ни одного гола. В то же время, в Апертуре 2016 Ибаргуэн стал одним из ведущих бомбардиров своей команды с семью голами. 3 апреля 2016 года нападающий отметился первым в карьере хет-триком — в ворота «Атлетико Букараманги» (7:0). Больше Ибаргуэна в стане «атлетов» в Апертуре забил только Орландо Беррио.
После ухода из «Атлетико Насьоналя» Ибаргуэн непродолжительное время выступал за аргентинский «Расинг» (Авельянеда), а затем переехал в Мексику. Вместе с «Америкой» выиграл чемпионат и кубок страны, а также трофей Чемпион чемпионов. В 2021 году выступал за «Сантос Лагуну».
В начале 2022 года вернулся в «Депортес Толиму».

## Достижения
- Обладатель Кубка Колумбии: 2014
- Победитель Суперлиги Колумбии (2): 2016, 2022
- Чемпион Мексики: Апертура 2018
- Обладатель Кубка Мексики : Клаусура 2019
- Обладатель трофея Чемпион чемпионов: 2019
- Обладатель Кубка Либертадорес: 2016
- Финалист Южноамериканского кубка: 2016
- Обладатель Рекопы: 2017